# 棠下站 (江门)
棠下站是南沙港铁路的客运车站，位于广东省江门市蓬江区棠下镇，江门大道中与广中江高速公路交汇处。目前尚未启用。